# (56086) 1999 AA21
1999 أي أي 21 (ويعرف أيضًا باسم (56086) 1999 أي أي 21 وفق تسمية الكوكب الصغير) (بالإنجليزية: 1999 AA21)‏ هو كويكب ضمن حزام الكويكبات؛ وترتيبه 56086 من حيث الاكتشاف.
اكتُشف هذا الجُرم الفلكي بواسطة تاكيشي أوراتا ‏ في 13 يناير 1999.

## وصلات خارجية
- (56086) 1999 AA21 في قاعدة بيانات مختبر الدفع النفاث لأجرام النظام الشمسي الصغيرة

- الاكتشاف · مخطط المدار ·  العناصر المدارية · المعلمات المادية

- (56086) 1999 AA21 على موقع ويكي سكاي: DSS2, SDSS, GALEX, IRAS, Hydrogen α, X-Ray, Astrophoto, Sky Map, Articles and images